# Mimas brunnea-obsoleta
Mimas brunnea-obsoleta är en fjärilsart som beskrevs av Tutt 1902. Mimas brunnea-obsoleta ingår i släktet Mimas och familjen svärmare. Inga underarter finns listade i Catalogue of Life.